# Universidad de Bretaña Occidental
La Universidad de Bretaña Occidental (en francés: Université de Bretagne Occidentale; siglas UBO) cuyo nombre oficial es Universidad de Brest, es una universidad pública francesa multidisciplinaria, ubicada en el departamento de Finisterre, región de Bretaña. Sus principales campus se encuentran en Brest, Quimper (centro universitario Pierre-Jakez-Hélias) y Morlaix. Es una de las cuatro universidades de la Academia de Rennes, junto con las universidades de Bretaña Sur, Rennes 1 y Rennes 2 Alta Bretaña.
La universidad fue creada en 1971 a partir de la Universidad de Rennes, establecida en Brest a finales de la década de 1950. Esta casa de estudios proporciona formación a 22 138 estudiantes. Su actividad investigadora y docente la llevan a cabo 1411 docentes en los ámbitos de la medicina, las ciencias y las humanidades. Está especialmente especializada en ciencias marinas y, por ello, es miembro de la alianza universitaria transnacional Sea-EU.

## Unidades de formación e investigación
La universidad se estructura en torno a seis unidades de formación e investigación creadas en la década de 1970. Estas unidades se encargan de la formación de los estudiantes, así como de algunas de las actividades de investigación a través de laboratorios e institutos de investigación. El acceso al primer ciclo es automático para todos los titulares de un bachillerato o título equivalente.
Se trata de las unidades de formación e investigación en letras y ciencias humanas (LSH), ciencias y tecnología (ST), derecho y economía (DES), medicina, odontología, obstetricia, y deporte y educación física.
Actualmente cuenta con las siguientes facultades:
- Facultad de Letras y Ciencias Humanas
- Facultad de Ciencias y Tecnología
- Facultad de Ciencias del Deporte y de la Educación
- Facultad de Medicina y Ciencias de la Salud
- Facultad de Odontología
- Facultad de Obstetricia
- Facultad de Derecho, Economía, Gestión y Administración Económica y Social (AES)